# Svjetski skijaški kup 2018.
Svjetski kup u alpskom skijanju 2017./2018.
52. sezona Svjetskog skijaškog kupa 2018. godine počela je 28. listopada 2017. u austrijskom Söldenu, a završila 17. ožujka 2018. u švedskom Åreu. 
Skijaši su odvozili 37 utrka (9 spustova, 6 super-veleslaloma, 8 veleslaloma, 11 slaloma, 2 alpske kombinacije i 1 paralelni slalom). Najviše bodova (1620) osvojio je Marcel Hirscher iz Austrije.
Skijašice su odvozile 39 utrke (8 spustova, 8 super-veleslaloma, 8 veleslaloma, 12 slaloma, 2 alpske kombinacije i 1 paralelni i slalom). Najviše bodova (1773) osvojila je Mikaela Shiffrin iz Sjedinjenih Američkih Država.

### Ukupni pobjednici
|           | Ukupno           | Slalom           | Spust        | Super-G        | Veleslalom          | Kombinacija    |
| --------- | ---------------- | ---------------- | ------------ | -------------- | ------------------- | -------------- |
| Skijaši   | Marcel Hirscher  | Marcel Hirscher  | Beat Feuz    | Kjetil Jansrud | Marcel Hirscher     | Peter Fill     |
| Skijašice | Mikaela Shiffrin | Mikaela Shiffrin | Sofia Goggia | Tina Weirather | Viktoria Rebensburg | Wendy Holdener |

## Skijaši
| Plasman | Ime                  | Država    | Bodovi |
| ------- | -------------------- | --------- | ------ |
| 1.      | Marcel Hirscher      | Austrija  | 1620   |
| 2.      | Henrik Kristoffersen | Norveška  | 1285   |
| 3.      | Aksel Lund Svindal   | Norveška  | 886    |
| 4.      | Kjetil Jansrud       | Norveška  | 884    |
| 5.      | Beat Feuz            | Švicarska | 856    |
| 6.      | Alexis Pinturault    | Francuska | 707    |
| 7.      | Vincent Kriechmayr   | Austrija  | 704    |
| 8.      | Thomas Dreßen        | Njemačka  | 672    |
| 9.      | Matthias Mayer       | Austrija  | 662    |
| 10.     | Hannes Reichhelt     | Austrija  | 535    |

### Spust
| Plasman | Ime                | Država    | Bodovi |
| ------- | ------------------ | --------- | ------ |
| 1.      | Beat Feuz          | Švicarska | 682    |
| 2.      | Aksel Lund Svindal | Norveška  | 612    |
| 3.      | Thomas Dreßen      | Njemačka  | 446    |
| 4.      | Dominik Paris      | Italija   | 386    |
| 5.      | Vincent Kriechmayr | Austrija  | 384    |

### Super-veleslalom
| Plasman | Ime                | Država   | Bodovi |
| ------- | ------------------ | -------- | ------ |
| 1.      | Kjetil Jansrud     | Norveška | 400    |
| 2.      | Vincent Kriechmayr | Austrija | 320    |
| 3.      | Aksel Lund Svindal | Norveška | 274    |
| 4.      | Hannes Reichhelt   | Austrija | 267    |
| 5.      | Max Franz          | Austrija | 226    |

### Veleslalom
| Plasman | Ime                  | Država    | Bodovi |
| ------- | -------------------- | --------- | ------ |
| 1.      | Marcel Hirscher      | Austrija  | 720    |
| 2.      | Henrik Kristoffersen | Norveška  | 575    |
| 3.      | Alexis Pinturault    | Francuska | 329    |
| 4.      | Manuel Feller        | Austrija  | 309    |
| 5.      | Matts Olsson         | Švedska   | 299    |

### Slalom
| Plasman | Ime                  | Država    | Bodovi |
| ------- | -------------------- | --------- | ------ |
| 1.      | Marcel Hirscher      | Austrija  | 874    |
| 2.      | Henrik Kristoffersen | Norveška  | 710    |
| 3.      | André Myhrer         | Švedska   | 460    |
| 4.      | Michael Matt         | Austrija  | 388    |
| 5.      | Daniel Yule          | Švicarska | 370    |

### Alpska kombinacija
| Plasman | Ime                   | Država    | Bodovi |
| ------- | --------------------- | --------- | ------ |
| 1.      | Peter Fill            | Italija   | 140    |
| 2.      | Kjetil Jansrud        | Norveška  | 110    |
| 3.      | Victor Muffat-Jeandet | Francuska | 105    |
| 4.      | Alexis Pinturault     | Francuska | 100    |
| 5.      | Mauro Caviezel        | Švicarska | 90     |

## Skijašice
| Plasman | Ime                 | Država      | Bodovi |
| ------- | ------------------- | ----------- | ------ |
| 1.      | Mikaela Shiffrin    | SAD         | 1773   |
| 2.      | Wendy Holdener      | Švicarska   | 1168   |
| 3.      | Viktoria Rebensburg | Njemačka    | 977    |
| 4.      | Sofia Goggia        | Italija     | 958    |
| 5.      | Petra Vlhová        | Slovačka    | 888    |
| 6.      | Tina Weirather      | Lihtenštajn | 887    |
| 7.      | Michelle Gisin      | Švicarska   | 868    |
| 8.      | Ragnhild Mowinckel  | Norveška    | 849    |
| 9.      | Frida Hansdotter    | Švedska     | 817    |
| 10.     | Lindsey Vonn        | SAD         | 792    |

### Spust
| Plasman | Ime              | Država      | Bodovi |
| ------- | ---------------- | ----------- | ------ |
| 1.      | Sofia Goggia     | Italija     | 509    |
| 2.      | Lindsey Vonn     | SAD         | 506    |
| 3.      | Tina Weirather   | Lihtenštajn | 394    |
| 4.      | Cornelia Hütter  | Austrija    | 272    |
| 5.      | Mikaela Shiffrin | SAD         | 256    |

### Super-veleslalom
| Plasman | Ime            | Država      | Bodovi |
| ------- | -------------- | ----------- | ------ |
| 1.      | Tina Weirather | Lihtenštajn | 461    |
| 2.      | Lara Gut       | Švicarska   | 375    |
| 3.      | Anna Veith     | Austrija    | 339    |
| 4.      | Michelle Gisin | Švicarska   | 313    |
| 5.      | Sofia Goggia   | Italija     | 311    |

### Veleslalom
| Plasman | Ime                 | Država    | Bodovi |
| ------- | ------------------- | --------- | ------ |
| 1.      | Viktoria Rebensburg | Njemačka  | 582    |
| 2.      | Tessa Worley        | Francuska | 490    |
| 3.      | Mikaela Shiffrin    | SAD       | 481    |
| 4.      | Ragnhild Mowinckel  | Norveška  | 371    |
| 5.      | Federica Brignone   | Italija   | 274    |

### Slalom
| Plasman | Ime               | Država    | Bodovi |
| ------- | ----------------- | --------- | ------ |
| 1.      | Mikaela Shiffrin  | SAD       | 980    |
| 2.      | Wendy Holdener    | Švicarska | 705    |
| 3.      | Frida Hansdotter  | Švedska   | 681    |
| 4.      | Petra Vlhová      | Slovačka  | 679    |
| 5.      | Bernadette Schild | Austrija  | 463    |

### Alpska kombinacija
| Plasman | Ime               | Država    | Bodovi |
| ------- | ----------------- | --------- | ------ |
| 1.      | Wendy Holdener    | Švicarska | 150    |
| 2.      | Michelle Gisin    | Švicarska | 109    |
| 3.      | Federica Brignone | Italija   | 100    |
| 4.      | Marta Bassino     | Italija   | 88     |
| 5.      | Ana Bucik         | Slovenija | 66     |

## Vanjske poveznice
- Svjetski skijaški kup 2018 - rezultati